# Pseudomarssonella
Pseudomarssonella es un género de foraminífero bentónico de la subfamilia Paravalvulininae, de la familia Paravalvulinidae, de la superfamilia Chrysalidinoidea, del suborden Textulariina y del orden Textulariida. Su especie tipo es Pseudomarssonella maxima. Su rango cronoestratigráfico abarca desde el Bajociense superior hasta el Calloviense (Jurásico medio).

## Discusión
Clasificaciones previas incluían Pseudomarssonella en la subfamilia Minouxiinae, de la familia Eggerellidae, de la superfamilia Textularioidea del orden Textulariida.

## Clasificación
Pseudomarssonella incluye a las siguientes especies:
- Pseudomarssonella biangulata †
- Pseudomarssonella bipartita †
- Pseudomarssonella inflata †
- Pseudomarssonella maxima †
- Pseudomarssonella mcclurei †
- Pseudomarssonella media †
- Pseudomarssonella plicata †
- Pseudomarssonella primitiva †
- Pseudomarssonella reflexa †